# Anselmo Robbiati
Anselmo Robbiati (* 1. Januar 1970 in Lecco) ist ein ehemaliger offensiver italienischer Fußballspieler (Linksfuß).

## Werdegang
Seine Karriere begann bei Calcio Monza, in der Serie C1 mit der Saison 1987/88. Nach fünf Spielzeiten (mit 135 Spielen und 20 Toren), wechselte er 1993 zur Fiorentina, die zu dieser Zeit in der Serie B spielte. Mit der Fiorentina stieg er in die Serie A auf und errang im Laufe der Saison 1995/96 mit dem Gewinn der Coppa Italia und der Supercoppa Italiana seine größten Erfolge. Insgesamt absolvierte er für die Fiorentina 160 Spiele in deren Verlauf er 27 Tore erzielte. In der Saison 1999/2000 spielte er für Napoli. Im folgenden Jahr wurde er von Inter verpflichtet, jedoch von dort aus nach Perugia (2000/01) und erneut zur Fiorentina (2001/02) ausgeliehen. Danach spielte er noch für Ancona (2002/03), Grosseto (2003/04) und Calcio Monza (2004/05), Como Calcio (2005/06) und von 2006 bis 2009 bei der ASC Figline in der Serie D und Lega Pro Seconda Divisione. Nach dem Ende seiner aktiven Laufbahn blieb  er bei Figline und übernahm dort die Funktion des Co-Trainers.

## Erfolge
- 1987/88 Aufstieg in die Serie B mit Monza
- 1991/92 Aufstieg in die Serie B mit Monza
- 1993/94 Aufstieg in die Serie A mit der Fiorentina
- 1995/96 Gewinn der Coppa Italia und der Supercoppa Italiana mit der Fiorentina

Während seiner Zeit bei der Fiorentina stellte er einen bemerkenswerten italienischen Rekord auf. Oft nicht in der Anfangsformation spielend, wurde er gerne als Joker eingesetzt. Dabei gelang es ihm insgesamt 12-mal innerhalb kürzester Zeit nach seiner Einwechslung ein Tor zu erzielen. Sieben dieser zwölf Tore waren entscheidend für das jeweilige Spiel (vier trugen zum Sieg bei, drei führten zu einem Unentschieden) und brachten somit der Fiorentina unterm Strich 15 Punkte ein.

## Karriere
| Saison  | Verein     | Liga | Spiele | Tore |
| ------- | ---------- | ---- | ------ | ---- |
| 1987–88 | Monza      | C1   | 10     | 0    |
| 1988–89 | Monza      | B    | 9      | 0    |
| 1989–90 | Monza      | B    | 34     | 1    |
| 1990–91 | Monza      | B    | 23     | 3    |
| 1991–92 | Monza      | C1   | 25     | 6    |
| 1992–93 | Monza      | B    | 34     | 10   |
| 1993–94 | Fiorentina | B    | 31     | 6    |
| 1994–95 | Fiorentina | A    | 15     | 0    |
| 1995–96 | Fiorentina | A    | 32     | 6    |
| 1996–97 | Fiorentina | A    | 30     | 11   |
| 1997–98 | Fiorentina | A    | 25     | 3    |
| 1998–99 | Fiorentina | A    | 22     | 1    |
| 1999–00 | Napoli     | B    | 20     | 2    |
| 2000–01 | Inter      | A    | 0      | 0    |
| 2000–01 | Perugia    | A    | 12     | 3    |
| 2001–02 | Inter      | A    | 0      | 0    |
| 2001–02 | Fiorentina | A    | 5      | 0    |
| 2002–03 | Ancona     | B    | 12     | 0    |
| 2003–04 | Grosseto   | C2   | 8      | 2    |
| 2004–05 | Monza      | C2   | 29     | 4    |
| 2005–06 | Como       | D    | 25     | 5    |
| 2006–07 | Figline    | D    | 25     | 4    |
| 2007–08 | Figline    | D    | ?      | ?    |